# Alexomyia ciliata
Alexomyia ciliata är en tvåvingeart som beskrevs av Ephraim Porter Felt 1921. Alexomyia ciliata ingår i släktet Alexomyia och familjen gallmyggor. Inga underarter finns listade i Catalogue of Life.